# Copa Panamericana de Voleibol Masculino
La Copa Panamericana de Voleibol Masculino es un torneo internacional de voleibol masculino organizado por la NORCECA para selecciones nacionales de toda América (Norte, Sur y Centroamérica y el Caribe). Otorgaba cupos para clasificar a la Liga Mundial; no obstante, la FIVB optó por modificar el evento, reemplazandola por la Liga de Naciones de Voleibol para incluir solo a los mejores equipos con poder económico y de acuerdo al escalafón global. También clasificaba a la Copa América de Voleibol. Desde 2018 el evento otorga 5 cupos para clasificar a los Juegos Panamericanos.

## Historial
| N.º  | Año  | Sede                 |                |                      |                      | 4           |
| ---- | ---- | -------------------- | -------------- | -------------------- | -------------------- | ----------- |
| I    | 2006 | México               | Estados Unidos | República Dominicana | Canadá               | México      |
| II   | 2007 | República Dominicana | México         | Puerto Rico          | Cuba                 | Canadá      |
| III  | 2008 | Canadá               | Estados Unidos | Canadá               | República Dominicana | México      |
| IV   | 2009 | México               | Estados Unidos | Canadá               | República Dominicana | Puerto Rico |
| V    | 2010 | Puerto Rico          | Estados Unidos | Argentina            | Puerto Rico          | Brasil      |
| VI   | 2011 | Canadá               | Brasil         | Estados Unidos       | Canadá               | Puerto Rico |
| VII  | 2012 | República Dominicana | Estados Unidos | Argentina            | República Dominicana | Brasil      |
| VIII | 2013 | México               | Brasil         | México               | Argentina            | Puerto Rico |
| IX   | 2014 | México               | Cuba           | Estados Unidos       | Argentina            | Puerto Rico |
| X    | 2015 | Estados Unidos       | Brasil         | Argentina            | Venezuela            | Canadá      |
| XI   | 2016 | México               | Cuba           | Argentina            | Canadá               | México      |
| XII  | 2017 | Canadá               | Argentina      | Puerto Rico          | Cuba                 | Canadá      |
| XIII | 2018 | México               | Argentina      | Brasil               | Cuba                 | Puerto Rico |
| XIV  | 2019 | México               | Cuba           | Argentina            | México               | Chile       |
| XV   | 2022 | Canadá               | Cuba           | Canadá               | Estados Unidos       | Chile       |
| XVI  | 2023 | México               | Canadá         | Brasil               | Chile                | México      |
| XVII | 2024 | República Dominicana | Canadá         | Estados Unidos       | Puerto Rico          | Cuba        |

## Medallero histórico

### Medallero por país
- Actualizado hasta República Dominicana 2024.

| Lugar | Equipo               |    |    |    | Total |
| ----- | -------------------- | -- | -- | -- | ----- |
| 1     | Estados Unidos       | 5  | 3  | 1  | 9     |
| 2     | Cuba                 | 4  | 0  | 3  | 7     |
| 3     | Brasil               | 3  | 2  | 0  | 5     |
| 4     | Argentina            | 2  | 5  | 2  | 9     |
| 5     | Canadá               | 2  | 3  | 3  | 8     |
| 6     | México               | 1  | 1  | 1  | 3     |
| 7     | Puerto Rico          | 0  | 2  | 2  | 4     |
| 8     | República Dominicana | 0  | 1  | 3  | 4     |
| 9     | Venezuela            | 0  | 0  | 1  | 1     |
| 10    | Chile                | 0  | 0  | 1  | 1     |
| Total | Total                | 17 | 17 | 17 | 51    |

### Medallero por confederación
| Pos. | Confederación |    |    |    | Total |
| ---- | ------------- | -- | -- | -- | ----- |
| 1    | NORCECA       | 12 | 10 | 13 | 35    |
| 2    | CSV           | 5  | 7  | 4  | 16    |

## MVP por edición
| Año  | Jugador                 | País                 |
| ---- | ----------------------- | -------------------- |
| 2006 | Elvis Contreras         | República Dominicana |
| 2007 | José Martell            | México               |
| 2008 | Evan Patak              | Estados Unidos       |
| 2009 | Dean Bittner            | Estados Unidos       |
| 2010 | Jayson Jablonsky        | Estados Unidos       |
| 2011 | Paulo Silva             | Brasil               |
| 2012 | Taylor Sander           | Estados Unidos       |
| 2013 | Ricardo Lucarelli       | Brasil               |
| 2014 | Rolando Cepeda          | Cuba                 |
| 2015 | Alan Souza              | Brasil               |
| 2016 | Abrahan Alfonso Gavilán | Cuba                 |
| 2017 | Martín Ramos            | Argentina            |
| 2018 | Ezequiel Palacios       | Argentina            |
| 2019 | Miguel Ángel López      | Cuba                 |
| 2022 | Osniel Melgarejo        | Cuba                 |